# Ralph Baker
Ralph Baker é um ex-jogador profissional de futebol americano estadunidense.

## Carreira
Ralph Baker foi campeão do Super Bowl III jogando pelo New York Jets.